# The New Day (journal)
The New Day (en français : Le Nouveau Jour) est un quotidien britannique qui existait entre février et mai 2016, édité par le groupe de presse Trinity Mirror. Il est publié pour la première fois le 29 février 2016,,. Il s'agit en outre du premier quotidien britannique lancé depuis 30 ans.
Le 4 mai 2016, Trinity Mirror annonce l'arrêt de la publication du journal, après seulement deux mois d'existence. Les ventes étaient descendues à 30 000 par jour.
La dernière édition fut publiée le 6 mai 2016,.

## Présentation
The New Day est distribué gratuitement le jour de son lancement, puis est vendu à 0,25 £ les deux semaines suivantes, et enfin à 0,50 £. Il comporte 40 pages.
Le journal revendique une ligne éditoriale neutre, et dit s'adresser majoritairement à un public féminin. Il est dépourvu d'éditorial.
The New Day est émis sur support papier. Le journal n'a pas de site web à proprement parler (il n'y diffuse pas son contenu), mais est présent sur les réseaux sociaux, notamment Facebook.